# Cagiva River
La Cagiva River è una motocicletta della casa varesina Cagiva, prodotta nelle cilindrate 500 e 600 dal 1995 fino al 2009. Si tratta di un modello naked con vocazione per il mototurismo.

## River 600
In produzione dal 1995 al 1998, costruita nello storico stabilimento di Schiranna, il motore derivava da quello della W16 ed era completamente costruito da Cagiva. Era rivolta principalmente ai piloti alle prime armi ma anche per chi si riavvicinava alle moto dopo molto tempo, entrambe categorie che desideravano un mezzo pratico e facile da guidare.
In quest'ottica rientrava la scelta delle borse integrate già fornite di serie, in tinta con la moto e dotate di sacche interne coordinate, nonché del parabrezza già montato. A conferma dell'indole tranquilla e cittadina della moto, la strumentazione comprendeva un orologio analogico grande e ben visibile, ma non il contagiri. Di impostazione più sportiva erano invece l'avantreno di derivazione Mito (con forcella a steli rovesciati e disco Brembo da 320 mm) e le ruote, sempre di derivazione Mito, a 3 razze. Nuovo il telaio a doppia trave rettilineo in acciaio. Ben curata sotto il profilo del design e della ciclistica, la River, così come la Canyon da enduro, non lo fu altrettanto sotto quello motoristico, con una cilindrata sovradimensionata per il basamento (che rimaneva lo stesso delle T4 e W12 di 350 cc) e una potenza limitata a soli 34 CV per i neopatentati, senza versioni a maggior potenza. Questa moto fu sostituita dalla River 500.

## River 500
Strettamente derivata dalla 600 e prodotta dal 2002 al 2009 manteneva la linea della sorella di maggior cilindrata. L'unica differenza era che, nelle ultime versioni, le borse laterali non erano più di serie. Il motore venne ridotto a 500 cc per migliorarne il rendimento, la potenza aumentò a circa 40 CV. Adottata da varie polizie municipali, la River ebbe un successo limitato presso il grande pubblico.

## Produzione cinese
Dopo la fine della produzione, gli stampi e le attrezzature per motore, telaio e carrozzeria sono stati ceduti alla cinese Asiawing, che ne ha ripreso la produzione. Sul mercato argentino, la River cinese viene venduta come "Galardi GL 500". Della Asiawing/River 500 è stata realizzata una versione completamente ristilizzata (denominata Asiawing Spark 500), e oltre alla versione 500 è stato aggiunta anche una 250, dotata però di motore Suzuki (inserito nel medesimo telaio).